# 에녹서

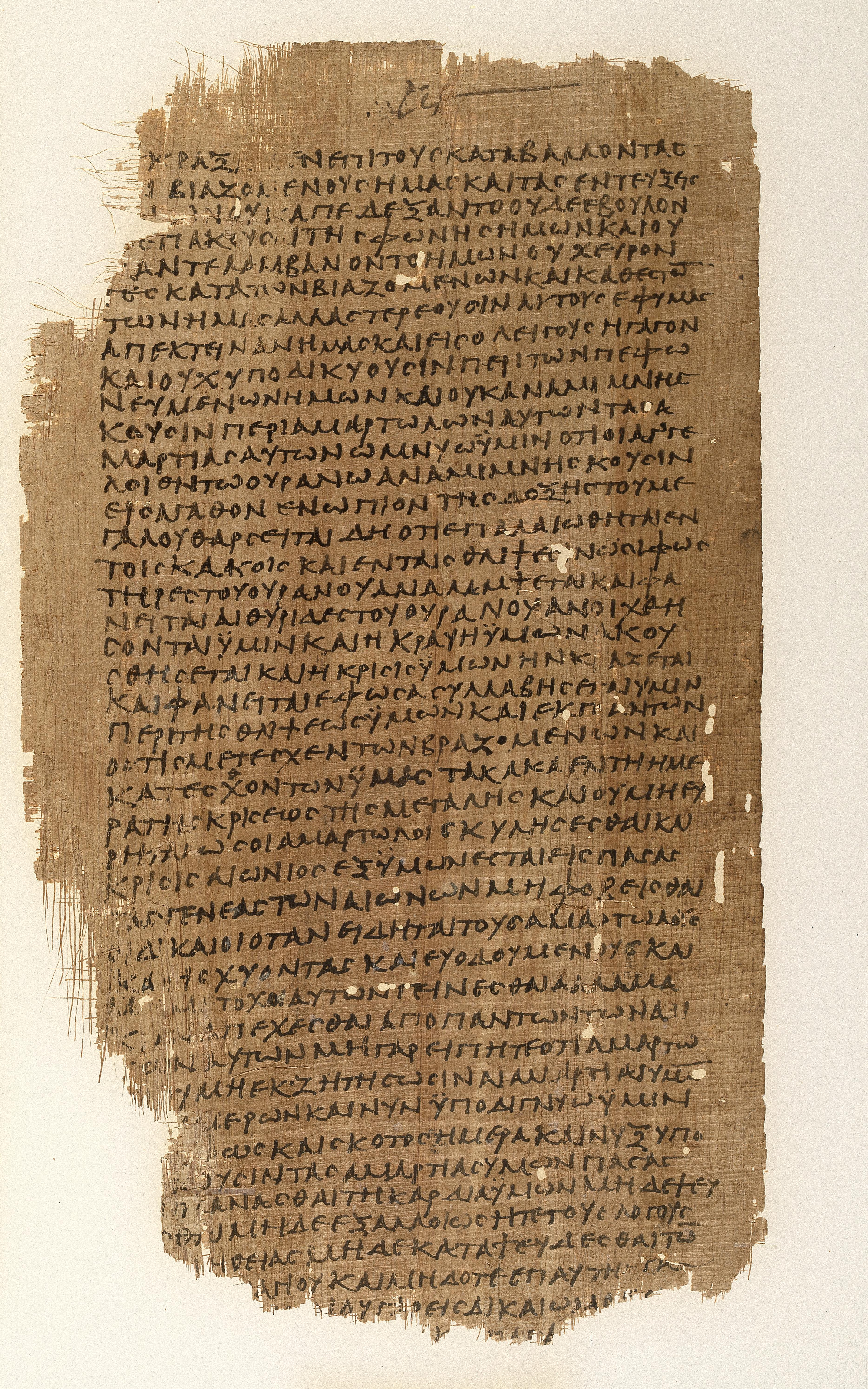

에녹서(The Book of Enoch) 또는 에녹 1서는 에티오피아 터와흐도 정교회에서 구약성경의 정경으로 보는 책이다. 기타 기독교에서는 제2성전기에 작성된 위경으로 판단한다. 노아의 증조부인 에녹이 이 책을 썼다고 전해진다. 악마와 네필림의 기원, 타락천사, 노아의 홍수의 도덕적 당위성, 천년왕국에 대한 예언을 다룬다.
보통 에녹서를 이야기할 때는 에녹 1서를 이야기한다. 이의 전문은 에티오피아어로만 존재한다. 에녹 2서는 고대 슬라브어로만 남아 있고, 에녹 3서는 히브리어로 남아 있다. 이 숫자들은 학자들이 단지 구별하기 위해 붙인 것들이다. 이하에는 에녹 1서만을 설명한다.
현재 전해지는 판본은 마카베오 시절인 약 기원전 160년경으로 추정된다.
신약성경 유다서에 에녹서를 인용한 구절이 존재한다.

## 네피림
에녹서는 네피림이 3천 엘(ell)이나 된다고 기록하나, 해당 사본의 번역 오류이다. 우선, 엘은 북서부 유럽에서 사용되던 단위로, 사실 명확한 기준이 없다. 지금은 18인치로 알려져 있지만 원래는 45인치로 쓰이기도 했고 37인치로 쓰이기도 했고 27인치로 쓰이기도 했고 54인치로 쓰이기도 했기에 기준이 없는 단위이다. 그리고 3천 엘이라고 적혀있는 판본은 R. H. 찰스 (R. H. Charles)의 버전으로, 1773년 유명 탐험가 제임스 브루에 의해 발견된 에티오피아 문헌에서 최초로 직접 영어로 번역된 옥스포드 히브리어 교수 리차드 로렌스의 판본에서는 300큐빗이라고 명시되어 있다. 그러나, 300큐빗 이전에, 에녹서의 사해 사본과 그리스어 본문에서는 거인의 키가 언급되지 않았다.
학자들은 에녹 7:2의 그리스어 버전이 더 원본에 가깝다고 평가를 내리며, 에티오피아의 삽입으로 추정되고 있다. 니켈스버그(Nickelsburg)와 반더캄(Vanderkam)이 번역한 그리스어 본문은 다음과 같다: “거인들은 네필림을 낳았고, 그리고 네필림으로부터 ‘엘리웃/엘리우드 (Elioud)’이 나왔고, 그들은 그들의 거대함(위대함)에 따라 자라고 있었다.” 희년서 7:21-22에서도 동일하게 세가지 종족인 네피딤(Naphidim), 네필(Naphil), 엘조(Eljo)가 언급된다. 찰스는 에녹서를 의도적으로 변개한 것이 아니었고, 그가 가지고 있는 판본을 있는 그대로 번역하였으나 이미 문제가 있는 사본이었다. 즉, 에녹서의 옳은 번역은 감시자들의 자손들로는 3개의 인종이 있었고 그 중 하나가 엘리우드(Elioud)였다는 것인데, 고대의 필사가의 실수로 엘리우드는 엘이 되었고, 3은 3000이 되었다. 인종에 관한 내용이 키에 관한 내용으로 바뀌어버린 것이다. 1839년에 에티오피아판 에녹서를 출간한 John Baty는 이미 그것을 알고 있었고, 그리스어 본문과 동일하게 번역했다. 즉, 에녹서의 엘은 애초에 서구권의 단위인 엘이 아니며, 키를 언급한 내용도 아니라는 것이다.